# Bic Runga

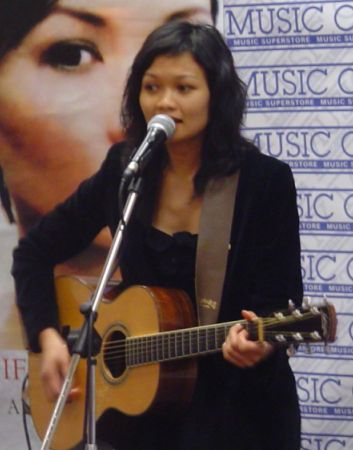
Bic Runga

Briolette Kah Bic Runga, née le 13 janvier 1976 à Christchurch, est une auteur-compositeur-interprète néo-zélandaise.

## Discographie
- Drive (1997) dont le single Sway fait partie de la bande originale du film American Pie
- Together in Concert: Live (2000) avec Tim Finn et Dave Dobbyn
- Beautiful Collision (2002)
- Live in Concert with the Christchurch Symphony (2003)
- Birds (2005)
- The Acoustic Winery Tour - Ascension Vineyard, Matakana, NZ (2007)
- Try To Remember Everything (2008)
- Hello Hello (2011)
- Belle (2011)
- Close Your Eyes(2016)

Le single « Sway » fait partie notamment des musiques présentes dans American Pie (film) ainsi que dans American Pie 4 sorti en 2012.